# Bioscope

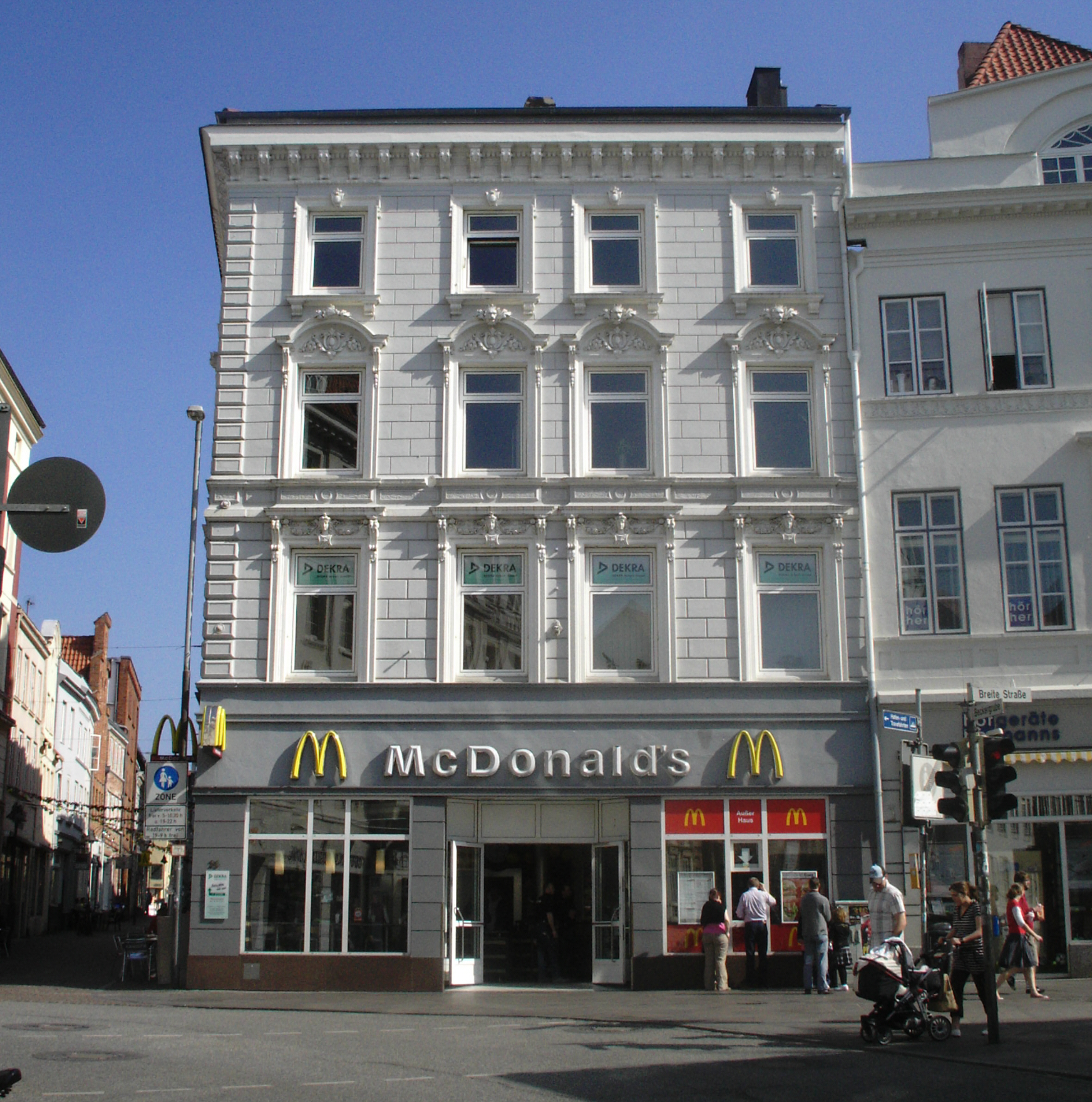
Das ehemalige Bioscope heute

Das Bioscope war ein frühes Lübecker Kino.
Am 9. November 1906 eröffnete Erich Salmon in der Breiten Straße 25 ein sogenanntes Projektions-Panorama, bei dem unbewegte Bilder auf eine Leinwand projiziert und von einem Erzähler in einem Vortrag erläutert wurden. 
Bereits am 15. November funktionierte Salmon seinen Betrieb zu einem Lichtspielhaus um, dem er den Namen Bioscope gab. Bedingt durch das lange, schmale Ladenlokal, in dem das Kino untergebracht war, hatte der Saal nur geringe Ausmaße: In einem 12 mal 4 Meter großen Raum mit einer knapp 3 Meter breiten Leinwand waren nur 13 Stuhlreihen mit jeweils 5 Plätzen untergebracht. Der geringen Kapazität wegen reduzierte das Lübecker Polizeiamt die abzuführende Lustbarkeitssteuer im Januar 1907 zwar von 150 auf 100 Mark, aber das Kino arbeitete dennoch nicht profitabel.
Im selben Monat verließ Salmon unangekündigt die Stadt und ging nach Stettin. Seine Angestellten führten den Kinobetrieb noch einige Zeit fort, bis Salmon dem Polizeiamt durch einen Brief mitteilte, dass er sein Unternehmen zum 29. Januar wegen Unrentabilität auflöste. Das aus dem 19. Jahrhundert stammende Gebäude am Kopf der Beckergrube wird heute von einem Fastfood-Unternehmen genutzt.